# 马援征岭南之战
马援征岭南之战，即东汉镇压交趾二徵夫人起義（越南语：／，或称二征起义、征侧起兵）的战争。

## 背景
汉朝在今越南北部设立了交趾郡、九真郡、日南郡进行统治。交趾女子徵側、徵貳为雒越将军之女。

## 过程
征侧因不满东汉交趾太守苏定在当地的统治，就於建武十六年（公元40年）自立为王，与其妹征贰举兵反抗政府，交趾、九真、日南、合浦等地皆有响应，掠掳达65城。汉朝太守苏定逃往南海郡。 徵側被推舉為“徵王”。 交阯刺史和各個太守只能自守。起義軍活动范围南达今越南中部，北到今广西钦州、北海、防城等地。
光武帝派伏波将军马援、扶乐侯刘隆、楼船将军段志率汉兵八千名和交阯兵一万两千名和两千艘车船，水陆並进，率军镇压。建武十八年（42年）春，汉军与雒越军战于浪泊（今越南仙山社）。汉军大胜，雒越军1万多人投降。马援部追征侧等至锦溪（今越南富壽省）雒越军败逃。43年五月，马援部击毙征侧、征贰（越南民間傳說二徵在喝門投江自杀）。马援又率船只2000余艘、兵士2万余人，继续清剿征侧余党都羊。三百餘名反抗军首领被俘，流放至零陵，交州诸郡平定。
汉军阵亡约8000－10000人，农民军则有40000人被杀害和逮捕。

## 中越说法之出入

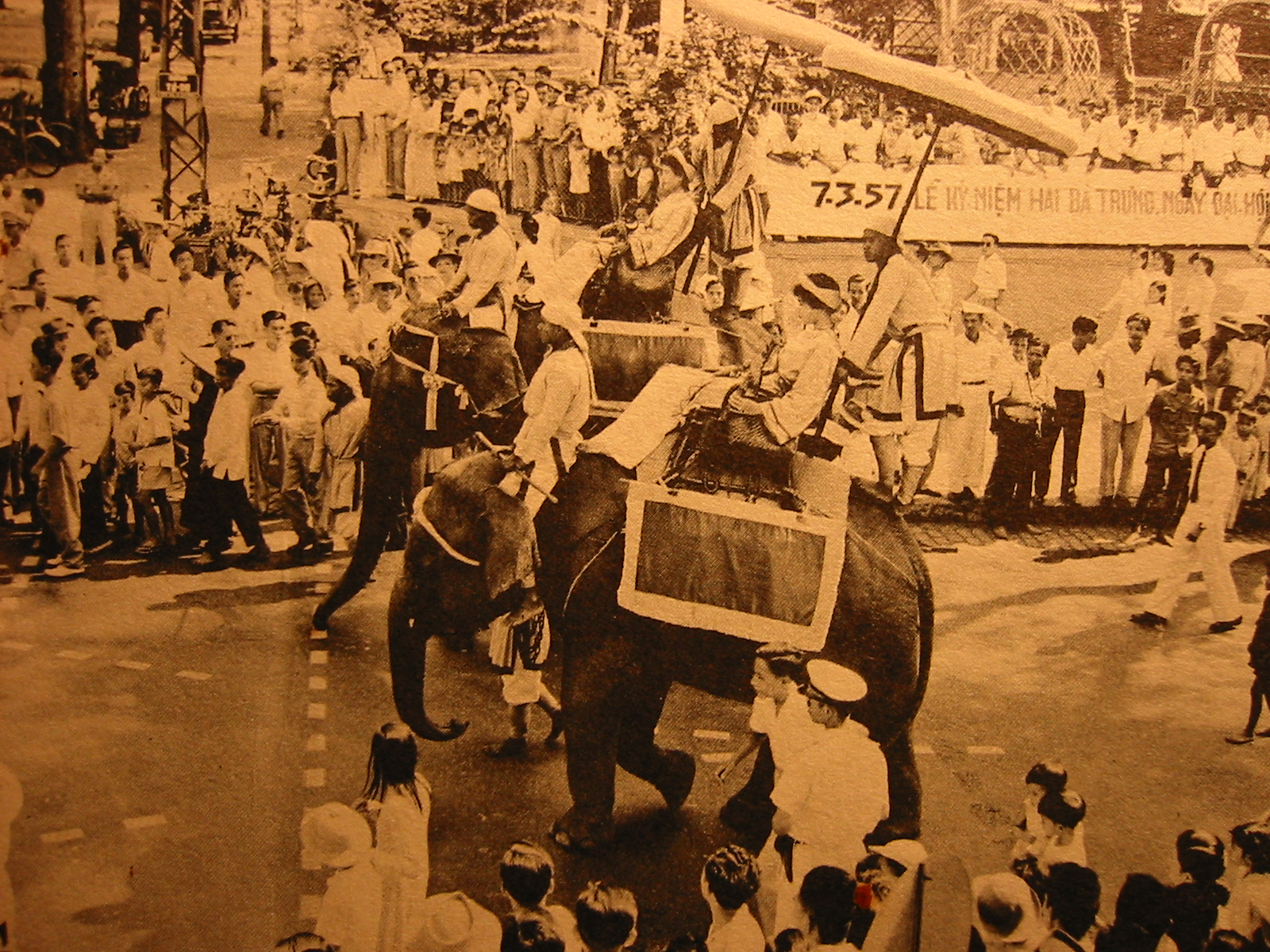
1957年3月7日，西貢的越南人騎象遊行，紀念徵氏姐妹。

越南民間存在大量徵氏姐妹的傳說。越南的史書《越史略》、《大越史記全書》、《欽定越史通鑑綱目》，以及中国的《后汉书》（卷二十四·马援列传、卷八十六·南蛮西南夷列传）等史料中都有对此事的记载。然而其中有些地方有較大的出入。 越南民間傳說稱徵侧的丈夫雒将诗索（Thi Sách）因反对漢朝官吏对當地人民的漢化和欺压而被处死；越南史料中强调徵氏姐妹是因中国官吏压榨而起义； 中国史料中说她们是因为诗索犯罪被处死为洩私愤而反叛。中国史家认为东汉政府在镇压二征之乱后，在当地进行一系列经济、文化方面的建设与改革，如修治城郭，穿渠灌田，发展农业生，纠正了越律与汉津相悖的条款，受到百姓的欢迎，对当地经济、文化的发展起了积极作用。但越南史書《越史略》、《大越史記全書》和《欽定越史通鑑綱目》中皆不見記載。越南政府和民间并不认同此说。

## 评论
- 中国史书历来把此战看作平定叛乱。但现代中国史学家范文澜、郭沫若等认为，二征起义是反抗贪官污吏、反对阶级压迫、反对民族压迫的斗争。1964年7月，中华人民共和国国务院总理周恩来访问越南时称此战是中国对越南的侵略，并向越南道歉，在河内为二徵陵墓献了花圈。1981年，中越战争后，施铁靖发表文章《试从征侧起兵的规模看其性质》，认为二征起义“是一次交趾局部地方贵族对东汉交趾郡个别执政官员的武装反叛，绝对不是什么遍及四郡的人民大起义。”1996年，曹金华发表文章《征侧“起兵”史实考辨》反驳施铁靖。薛瑞泽则认为二征起义“实际上是两种文化之间的冲突”。[10]
- 在越南，此战被看作是长达一千年反抗中国统治的开始，是越南独立战争的源头。官方和民间都将起义者視为民族英雄。